# Vittorio Monti
Vittorio Monti, italijanski skladatelj in dirigent, * 6. januar 1868, Neapelj, Italija, † 20. junij 1922, Neapelj.
Monti se je rodil v Neaplju, kjer je študiral violino in komponiranje. Okoli leta 1900 je dobil službo dirigenta v Parizu. Tam je napisal več baletov in operet.
Če ne bi leta 1904 napisal tudi skladbe Čardaš (Czardas), bi ostal skoraj neznan. Njegov Čardaš je v železnem programu vsakega romskega orkestra in tudi priljubljena študijska skladba.